# Andualem Negusse
Andualem Negusse est un joueur de football éthiopien, né le 15 juin 1985 et évoluant à Saint-George SA.
Il évolue habituellement comme milieu de terrain.

## Carrière
Andualem Negusse joue successivement dans les équipes suivantes : Muger Cement Football Club, Équipe d'Éthiopie de football et Saint George SC.